# Ranko Zirojević
Ranko Zirojević (in serbo Ранко Зиројевић?; 1º settembre 1967) è un ex calciatore jugoslavo, di ruolo centrocampista.

## Palmarès
- Campionato mondiale Under-20: 1

Jugoslavia: Cile 1987